# African Hockey Federation
L'African Hockey Federation (AFHF o AfHF, letteralmente Federazione africana di hockey) è l'organismo di governo dell'Africa per lo sport dell'hockey su prato, conosciuto semplicemente come hockey in molti paesi.
La federazione ha sede ad Accra e ha come presidente l'egiziano Seif Ahmed.

## Membri
Nella AfHF ci sono 16 membri, in cooperazione per promuovere e sviluppare lo sport.
| Botswana   | Egitto  | Ghana    | Kenya   | Libia      |
| Malawi     | Marocco | Namibia  | Nigeria | Seychelles |
| Sud Africa | Sudan   | Tanzania | Uganda  | Zambia     |
| Zimbabwe   |         |          |         |            |

## Competizioni
- Coppa d'Africa
- Coppa d'Africa Under-21
- African Hockey Cup for Club Champions
- Coppa d'Africa indoor